# ファストサーチ & トランスファ
ファストサーチ&トランスファ ASA（Fast Search & Transfer ASA）は、ノルウェー・オスロに本社を置く検索エンジン企業。略称 FAST。日本法人はファストサーチ&トランスファ株式会社（Fast Search & Transfer Co.,Ltd.）。
ノルウェー科学技術大学で開発された検索技術を元に、1997年に設立された。2001年6月にオスロ証券取引所に上場。2003年に自社開発の検索エンジン AlltheWeb を売却してからは、主に企業向け検索システムの開発に注力している。日本では2001年から営業開始。同社の主力製品である「FAST ESP」は日本市場のトップシェアを占めるエンタープライズサーチ製品である。2008年4月25日に米マイクロソフトによってFast Search & Transferが買収され、完全子会社となっている。

## 主要製品
FAST ESP (Enterprise Search Platform)
FAST が開発した検索エンジン。FAST の主力製品で略称は FAST ESP。現在最新バージョンは FAST ESP 5.3 (2007年7月17日、発表・発売)。
FAST Data Search
FAST ESP の旧バージョン（〜4.1）のブランド名。略称は FDS。
FAST Recommendations
パーソナライズレコメンデーションやソーシャルレコメンデーション機能にまで対応した FAST のレコメンデーション製品。
FAST Unity
FAST の連携検索用製品。
FAST AdMomentum
FAST のコンテクストマッチ広告プラットフォーム。
FAST Managed Search Service
FAST 製品の運用・ホスティングサービス。

## 主な関係会社
- 楽天ファストモバイルサーチ株式会社
- SBI Robo株式会社